# Poquoson
Poquoson är en stad (independent city) och countyfritt område i den amerikanska delstaten Virginia med en folkmängd som enligt United States Census Bureau uppgår till 12 150 invånare (2010). Poquoson ligger i området Hampton Roads och gränsar mot York County.

## Historia
Ingen annan stad i Virginia har behållit sitt gamla namn lika länge som Poquoson. Det första omnämnandet av ortnamnet Poquoson gällande denna ort i ett officiellt dokument är från den 26 april 1631. Tre år senare omnämndes församlingen av samma namn i Benjamin Symms testamente. Han testamenterade pengar till församlingen i syfte att utbilda barnen i bosättningen Elizabeth City och i Poquoson. Sin status som independent city fick Poquoson år 1975.